# Campagna dei banchetti
La campagna dei banchetti fu una serie di 70 riunioni politiche ("banchetti") di protesta contro il re dei Francesi Luigi Filippo. L'opposizione a Luigi Filippo d'Orleans, minoritaria nelle istituzioni, optò per una campagna politica incentrata su tali riunioni, il divieto di tenere l'ultima, che si sarebbe dovuta tenere a Parigi il 22 febbraio 1848 diede inizio ai moti che portarono alla destituzione dello stesso Luigi Filippo. Gli organizzatori, insieme ad un cospicuo numero di manifestanti, decisero di scendere in piazza lo stesso (nonostante il divieto di Luigi Filippo) per affermare il proprio diritto alla riunione, indipendentemente dal fatto che essa fosse o meno a sfondo politico.
La monarchia rispose schierando la Guardia Nazionale che finì per solidarizzare con i manifestanti.
Il 24 febbraio gli insorti avevano in mano Parigi, Luigi Filippo abbandonò la città e il 24 sera all'Hotel de Ville (il municipio parigino) fu costituito un governo provvisorio che si pronunciò a favore della repubblica e che annunciò la prossima convocazione di un'assemblea costituente da eleggere a suffragio universale maschile.
Il governo provvisorio era formato da democratici, repubblicani e due socialisti (Louis Blanc e l'operaio Alexandre Martin).
Dopo circa un mese dall'inizio delle rivoluzioni negli Stati italiani la rivoluzione aveva rovesciato una delle principali monarchie europee attraverso quelle giornate rivoluzionarie che caratterizzeranno il resto dei moti del 1848-49, mosse principalmente dalla borghesia e dalla popolazione delle città.